# Polisportiva Pro Reggina 97
La Pro Reggina 97 è stata una società di calcio a 5 femminile italiana con sede a Reggio Calabria. Nella stagione 2011-2012 ha vinto la Serie A e, pochi mesi dopo, anche la Supercoppa italiana
Nata nel 1997, si sciolse al termine della stagione 2013-2014.

## Storia
Nella stagione 2011-2012 nel neocampionato di Serie A la squadra è riuscita a vincere il titolo di campionesse d'Italia, dopo una finale play-off contro la Real Statte al meglio di tre partite. In seguito nel 2012 la presidentessa fino ad allora Antonella Cappellaccio si è dimessa dall'incarico, come forma di protesta per la carenza di finanziamenti da parte degli enti locali, lasciando l'incarico a Pasquale Caridi.
Nella stagione 2013-2014 la squadra sotto la guida del presidente Caridi riesce a iscriversi al massimo campionato, nonostante le difficoltà economiche conquistando il 4 posto  .
Nella stagione 2014-2015 in uno stato di evidente crisi la squadra a causa di diversi problemi societari non è riuscita a iscriversi al massimo campionato, cessando così l'attività